# Marcus Goldman
Marcus Goldman (/ˈɡoʊldmən/; Trappstadt, 9 de dezembro de 1821 – Elberon, 20 de julho de 1904) foi um banqueiro, empresário e financiador norte-americano. Ele nasceu em Trappstadt, Baviera em uma família de judeus asquenazes, e imigrou para os Estados Unidos em 1848. Ele foi o fundador da Goldman Sachs, que desde então se tornou um dos maiores bancos de investimento do mundo.

## Biografia
Marcus Goldman nasceu como Mark Goldmann em 09 de dezembro de 1821 em Trappstadt, Baviera, Alemanha. Seu pai, Wolf Goldmann, era um traficante fazendeiro e gado. Sua mãe, Bella Katz Oberbrunner, que veio de Zeil am Main, ficou viúva com cinco filhos de um casamento anterior; seu primeiro marido foi chamado Samuel Oberbrunner. Sua família era de judeus denominados Ashkenazi (quando originários da Europa Central e Oriental) . Seu avô paterno foi chamado Jonathan Marx até que ele mudou seu nome para Goldmann, quando os judeus foram autorizados a ter sobrenomes em 1811. Enquanto frequentava aulas na sinagoga de Würzburg, ele conheceu Joseph Sachs, que iria se tornar seu amigo ao longo da vida.
Goldmann imigrou para os Estados Unidos a partir de Frankfurt am Main, Alemanha, em 1848, durante a primeira grande onda de imigração judaica para a América, resultante das Revoluções de 1848 nos estados alemães. Ao chegar nos Estados Unidos, seu nome foi mudado para Marcus Goldman pela imigração dos EUA.

## Carreira
Goldman trabalhou como mascate com uma carroça puxada por cavalos e mais tarde como um lojista em Filadélfia, onde inicialmente alugado o quarto em uma pensão anteriormente alugado por seu velho amigo Joseph Sachs. Em 1869, Goldman mudou-se para Nova York e pendurado para fora uma telha na Pine Street, em Manhattan, com a legenda "Marcus Goldman & Co.", definindo-se como um corretor de IOUs.
Desde os seus primeiros dias de seu negócio, Goldman foi capaz de realizar transações sozinho, tanto quanto $ 5 milhões em papel comercial em um ano. Embora fosse bem sucedidos os negócios da Goldman, era insignificante comparada com a de outros banqueiros judeus-alemães na época. A J. & W. Seligman & Co., com capital de US $ 6 milhões de trabalhadores em 1869 (equivalente a US $ 107 milhões em 2015), já eram os banqueiros de investimento modernos imersos em títulos de subscrição e na negociação de estradas de ferro.
Em 1882, Goldman convidou seu genro, Samuel, se juntar a ele no negócio e mudou o nome da empresa para M. Goldman e Sachs. O negócio cresceu em 1880, e a nova empresa chegou ao valor de US $ 30 milhões por ano e o capital da empresa era de US $ 100.000 (equivalente a US $ 2,5 milhões em 2015), tudo isso do principal sócio. 
Por quase 50 anos após a sua criação, todos os parceiros da Goldman Sachs eram membros da família. Em 1885, Goldman levou seu próprio filho Henry e seu genro Ludwig Dreyfuss no negócio como parceiros mais novos e a empresa adotou o seu nome atual, Goldman Sachs & Co. Em 1894, Henry Sachs entrou na empresa, e em 1896, a empresa se juntou ao New York Stock Exchange.
Quando Goldman se aposentou, ele deixou a empresa nas mãos de seu filho Henry Goldman e Samuel Sachs. Em 1904, dois dos filhos de Sachs, Arthur e Paul, ingressou na empresa imediatamente depois de se formar pela Universidade de Harvard.

## Vida pessoal e morte
Goldman se casou com Bertha Goldman, que também havia emigrado da Alemanha. Eles tiveram cinco filhos. A filha mais nova de Goldman, Louisa, se casou com Samuel Sachs, filho do amigo intimo e colega Lower Franconia, imigrante da Baviera. A irmã mais velha de Louisa e irmão mais velho de Sam já haviam se casado. Seu filho mais velho, Júlio Goldman, casou-se com Sarah Adler, filha de Samuel Adler. 
Goldman morreu em Elberon, Nova Jerséi, no verão de 1904.